# Кассанти, Франк
Франк Кассанти́ (фр. Frank Cassenti; 6 августа 1945, Рабат, Французская колониальная империя, ныне Марокко — 23 декабря 2023) — французский сценарист, кинооператор, театральный и кинорежиссёр.

## Биография
Был ассистентом режиссёров Коста-Гавраса и Ласло Сабо. Как режиссёр дебютировал в 1973 году («Привет, воры!»).

## Избранная фильмография

### Режиссёр
- 1973 — Привет, воры! / Salut, voleurs!
- 1973 — Агрессия / L'agression (к/м).
- 1976 — Красная афиша / L'affiche rouge.
- 1978 — Песнь о Роланде / La chanson de Roland.
- 1988 — Театр Рэя Брэдбери (ТВ, сериал), серия «Восточным экспрессом на север».
- 1988 — Завещание убитого еврейского поэта / Le testament d'un poète juif assassiné.
- 1998 — Вкус клубники / Le goût des fraises (ТВ).
- 2006 — Двадцатый век / Novecento (ТВ).
- 2012 — Ночь обладания / La nuit de la possession.

### Сценарист
- 1973 — Нападение / L'agression (к/м).
- 1976 — Красная афиша / L'affiche rouge.
- 1978 — Песнь о Роланде / La chanson de Roland (по мотивам французского эпоса).
- 1988 — Завещание убитого еврейского поэта / Le testament d'un poète juif assassiné.
- 1998 — Вкус клубники / Le goût des fraises (ТВ).
- 2012 —  / La nuit de la possession.

### Оператор
- 2012 —  / La nuit de la possession.

## Награды
- 1976 — приз Международного кинофестиваля в Карловых Варах («Красная афиша»).